# Peranzanes
Peranzanes – gmina w Hiszpanii, w prowincji León, w Kastylii i León, o powierzchni 117,54 km². W 2011 roku gmina liczyła 332 mieszkańców.